# رز کریستین راپوندا
رز کریستین راپوندا (انگلیسی: Rose Christiane Raponda؛ زادهٔ ۳۰ ژوئن ۱۹۶۳) سیاست‌مدار اهل گابن است. وی نخست‌وزیر سابق گابن است.